# I grandi successi di Al Bano
I grandi successi di Al Bano este un album Greatest Hits a lui Al Bano lansat în 2003. Conține 2 melodii inedite: Tu per sempre și Mi sveglio e ci sei.

## Track list
1. 13, storia d'oggi (New Version)  (Albano Carrisi, Vito Pallavicini)
2. Ci sarà  (Dario Farina, Cristiano Minellono)
3. Nostalgia canaglia  (Albano Carrisi, Romina Power, Mercurio, Vito Pallavicini, Willy Molco)
4. Cara terra mia  (Albano Carrisi, Romina Power, Vito Pallavicini)
5. È la mia vita  (Maurizio Fabrizio, Giuseppe Marino)
6. Verso il sole  (Albano Carrisi, Valentina Cidda)
7. Mi sveglio e ci sei  (Albano Carrisi, Fabrizio Berlincioni)
8. Tu per sempre  (Albano Carrisi, Alterisio Paoletti, Fabrizio Berlincioni)
9. Volare  (Domenico Modugno, Francesco Migliacci)
10. Ciao, ciao bambina  (Domenico Modugno, Dino Verde)
11. La siepe (New Version)  (Pino Massara, Vito Pallavicini)
12. Felicità  (Dario Farina, Gino De Stefani, Cristiano Minellono)